# Институт красной профессуры
Институ́т кра́сной профессу́ры (ИКП) — специальное высшее учебное заведение ЦК ВКП(б) для подготовки высших идеологических кадров партии и преподавателей общественных наук в вузах.

## История
Данный институт был образован в соответствии с постановлением Совета Народных Комиссаров РСФСР от 11 февраля 1921 года «Об учреждении Институтов по подготовке Красной Профессуры»: «1. Учредить в Москве и Петрограде Институты по подготовке красной профессуры для преподавания в высших школах Республики теоретической экономики, исторического материализма, развития общественных форм, новейшей истории и советского строительства. 2. Установить число работающих в Институтах красной профессуры для Москвы в 200 и для Петрограда 100. 3. Поручить Народному комиссариату по просвещению приступить в срочном порядке к организации указанных институтов. 4. Обязать все Советские учреждения оказывать всемерное содействие Народному комиссариату по просвещению в деле скорейшей организации указанных институтов». Из-за нехватки преподавателей был открыт в октябре 1921 только в Москве.
Первый выпуск состоялся в 1924 году. За пять выпусков (1924—1928 гг.) Институтом было выпущено 194 слушателя, из них 88 экономистов, 42 философа, 32 русских историка, 18 западных историков, 9 естественников, 5 правоведов. Все слушатели ИКП со второго курса обязаны были вести педагогическую работу при том или ином вузе. Некоторое время в Советском Союзе практиковалось присвоение профессорского звания после окончания Института красной профессуры; во второй половине 30-х гг. правила представления к званию ужесточились.
Размещался в Москве в здании Страстного монастыря. Курс обучения составлял 3 года. В 1924 году был добавлен ещё один год. В 1927 году передан из ведения Главнауки в ЦИК СССР.
Институт красной профессуры после 16 лет существования ликвидировался в спешке, посреди учебного года. Причины этого до конца не ясны, но официальная формулировка выглядит так:
Признано нецелесообразным дальнейшее существование институтов красной профессуры в связи с тем, что высшие учебные заведения и аспирантура при них могут полностью разрешать задачи, стоявшие ранее перед ИКП в области подготовки преподавательских кадров..
Многих выпускников и преподавателей коснулись репрессии 1936-37 гг.
В 1938 году вместо ИКП была создана единая Высшая школа марксизма-ленинизма при ЦК ВКП(б), которая в 1946 году была преобразована в Академию общественных наук при ЦК КПСС.

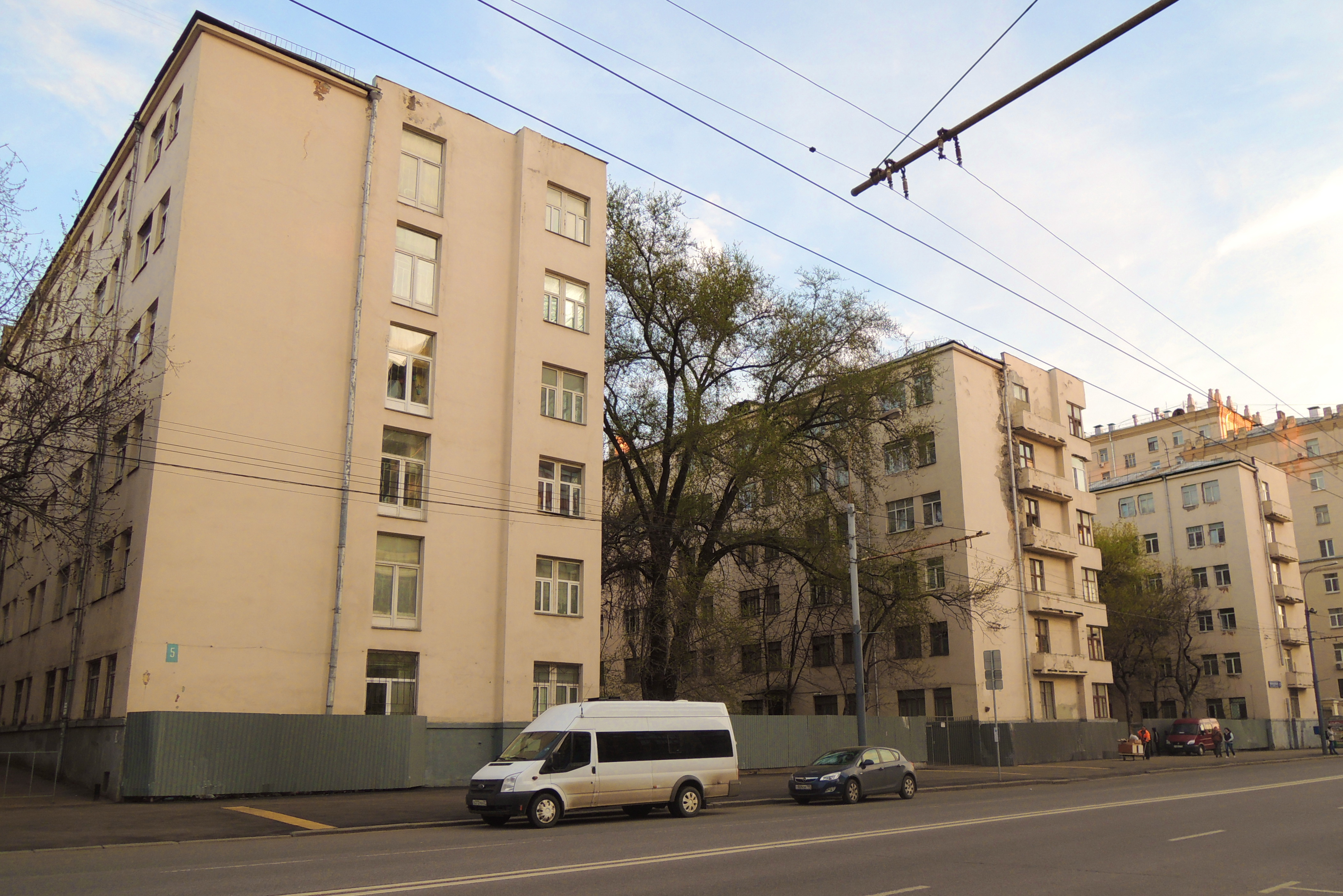
Большая Пироговская улица, № 51 — Комплекс общежитий Института красной профессуры (1929—1932, архитекторы Д. П. Осипов, А. М. Рухлядев)

## Структура
При создании Институт включал три отделения: экономическое, историческое и философское.
B 1924 году организованы подготовительное, правовое и естественное отделения.
B 1927 — историко-партийное и литературное отделения. К 1930 году насчитывалось восемь отделений:
- экономическое с кооперативным циклом
- историческое с циклами русской истории, западной истории и истории профсоюзов
- философское
- историко-партийное
- историко-литературное
- правовое
- отделение теоретического естествознания
- подготовительное

В 1930 году отделения были реорганизованы в самостоятельные институты. По состоянию на 1931 год было 10 Институтов красной профессуры:
- Исторический (известные слушатели: А. Г. Авторханов, С. Н. Круглов)
- Историко-партийный (в 1931 году директором Е. М. Ярославский, в 1932—1935 годах директором В. Г. Кнорин, в 1932—1934 годах замдиректором Б. Н. Пономарёв; известные слушатели: А. М. Алемасов, А. С. Щербаков, А. М. Ионов)
- Экономический (существовал в 1931—1938, директора: 1930—1932 Э. И. Квиринг; выпускники: И. Г. Большаков, Н. А. Вознесенский, А. И. Пашков, И. Д. Лаптев)
- Философии и естествознания; летом 1930 г. философское отделение ИКП было организовано в Институт красной профессуры философии и естествознания (ИКПФиЕ) (выпускники: Каммари (1931), Константинов (1932))
- Аграрный (выпускник: Д. Т. Шепилов)
- Мирового хозяйства и мировой политики
- Советского строительства и права
- Литературный
- Техники и естествознания
- Подготовки кадров (бывшее подготовительное отделение)

В 1931 году к Институту присоединили аспирантуры НИИ Коммунистической академии.

## Руководители
- 1921—1931 — Покровский, Михаил Николаевич (1868—1932)
- 1932—1938 — Юдин, Павел Фёдорович (1899—1968)

## Преподаватели и студенты
В числе профессоров были большевики Н. И. Бухарин, М. Н. Покровский, В. П. Волгин, В. И. Невский, Н. М. Лукин, А. В. Луначарский, Е. М. Ярославский, К. Б. Радек, Крумин, Э. И. Квиринг, Е. А. Преображенский, Н. В. Крыленко, Е. Б. Пашуканис, Берман, Е. С. Варга, П. Миф, Бела Кун, Эрколли (Тольятти), Коларов, В. Пик, О. В. Куусинен и др. Периодически с докладами выступали И. В. Сталин, Л. Д. Троцкий, Г. Е. Зиновьев, Л. М. Каганович, М. И. Калинин, Д. З. Мануильский, А. С. Бубнов, Р. П. Эйдеман и др.
Острый недостаток преподавателей-большевиков способствовал привлечению к преподаванию профессоров других политических взглядов. В их числе были меньшевики Рожков, Рубин, Громан, Любовь Аксельрод-Ортодокс, бундовец Розенфельд, большевик-антиленинец, во время Гражданской войны сотрудничавший с меньшевиками В. А. Базаров, А. Н. Савин, П. И. Лященко, a также Н. П. Грацианский, С. В. Бахрушин, Е. В. Тарле, Б. Д. Греков, В. В. Струве, И. Ю. Крачковский, Н. Я. Марр, И. И. Мещанинов, А. М. Деборин (впоследствии постановлением ЦК зачислен в партию без кандидатского стажа), Мишулин, Косминский, Тимирязев (сын) и другие.
Среди выпускников Института красной профессуры, занимавшихся педагогической и научной деятельностью, были историки Н. Н. Ванаг, Э. Б. Генкина, С. М. Дубровский, И. И. Минц, А. М. Панкратова, А. Л. Сидоров, С. Г. Томсинский и др., военный историк Е. А Разин (выпуск 1936 года), писатель и педагог В. М. Баграновский, организатор и теоретик советского санитарного просвещения С. Н. Волконская.
В то же время большое количество выпускников после окончания Института работали в партийных и советских учреждениях. 
В числе выпускников ИКП были будущие члены и кандидаты в члены Политбюро и секретари ЦК: Суслов, Щербаков, Вознесенский, Поспелов, Пономарёв, Пельше, Ильичев, Юдин; а также видные деятели партии и государства: Мехлис, Федосеев, Александров, Константинов, Митин, Шабалин; поэты Сурков, Щипачёв и др.
В Институте учились и представители так называемой «бухаринской» школы.

## Отбор студентов и учебный процесс
К приёмным экзаменам допускались лица, направленные ЦК или обкомом партии, как правило, с высшим образованием. Вначале принимали и беспартийных студентов, но в 1922 году уже требовался двухлетний партийный стаж, затем трёхлетний, в 1924 году — пять лет, к 1929 году требовалось до 8 и 10 лет стажа на определённых отделениях.
В начале 1920-х гг. для приёма лиц в Институт красной профессуры была создана мандатная комиссия, в которую входили представители ЦК партии, Правления и слушателей Института. О каждом кандидате она выносила постановление. При положительном решении мандатной комиссии заявления поступали в Правление. Оно рассматривало их и допускало (или нет) соискателей к представлению самостоятельной письменной работы по избранной специальности, которая должна была доказать способность поступающего к научному исследованию. Те, чьи работы признавались удовлетворительными, допускались к устному коллоквиуму по теоретической экономии, философии, русской и всеобщей истории. В 1920-е гг. одним из основных источников комплектования Института красной профессуры были выпускники Коммунистического университета им. Я. М. Свердлова. В числе слушателей были и лица, работающие преподавателями, а также партийные работники, занимавшие до поступления ответственные посты (секретари райкомов, губкомов, заведующие районными агитпропами и др.).

## Учебный процесс
Основной формой обучения в Институте красной профессуры в 1920-е годы была работа в семинарах, где слушатели изучали и обсуждали вопросы экономической теории К. Маркса, истории философии, в том числе материалистических и диалектических учений (только по Философии И. Канта А. М. Дебориным лекции читались целый учебный год), истории революций, рабочего и крестьянского движений, социально-экономической истории. Многие их работы носили исследовательский характер. Слушатели Института издавали большое количество книг, статей, активно участвовали в научных дискуссиях и конференциях. Обязательной частью учебного процесса была партийная работа (преподавание в партшколах, ведение агитационно-пропагандистской работы, работа на предприятиях секретарями партийных ячеек коммунистов и т. д.) и педагогическая практика (ведение курсов по своей специальности в вузах и на рабфаках). Со 2-й половины 1920-х годов слушатели Института по-разному проявляли себя в борьбе с оппозиционными течениями в ВКП(б).